# New Lexicon
New Lexicon is het derde en meest recente studioalbum van de Amerikaanse punkband Paint It Black. Het album werd op 19 februari 2008 uitgegeven door Jade Tree Records, het label waar de band ook de twee voorgaande studioalbums heeft laten uitgeven. Een single voor het album getiteld "Goliath" werd uitgegeven op 8 februari 2008 tijdens een concert in Philadelphia.

## Nummers
1. "The Ledge" - 1:31
2. "Four Deadly Venoms" - 1:37
3. "We Will Not" - 2:48
4. "Past Tense, Future Perfect" - 2:20
5. "Missionary Position" - 1:40
6. "White Kids Dying of Hunger" - 2:07
7. "Gravity Wins" - 2:49
8. "Dead Precedents" - 0:46
9. "The Beekeeper" - 1:53
10. "Check Yr Math" - 1:28
11. "So Much for Honour Among Thieves" - 1:50
12. "New Folk Song" - 2:15
13. "Saccharine" - 1:26
14. "Severance" - 3:22
15. "Shell Game Redux" - 2:37

## Band
- Dan Yemin - zang, gitaar
- Josh Agran - gitaar
- Andy Nelson - basgitaar, zang
- Jared Shavelson - drums